# Białystok
Białystok, også kendt under alternative navne, er den største by i det nordøstlige Polen. Den er beliggende ved Biała-floden i voivodskabet Podlasie, der kaldes Polens grønne lunger,  med blandt andet nationalparkerne Białowieska og Biebrza. Byen daterer sig tilbage til 1300-tallet. Białystok har traditionelt været et af de førende centre for akademisk, kulturelt og kunstnerisk liv i Podlasie. Det vigtigste økonomiske centrum i det nordøstlige Polen, og er nu hovedstad i Podlasie voivodskab. Voivodskabet ligger i nærheden af grænsen mellem Polen og Hviderusland. Białystok har med sine 290.386(2024) indbyggere den næst største befolkningstæthed, det ellevte højeste befolkningstal og trettende største areal af polske byer. Byen med de tilstødende kommuner udgør Białystok storbyområde.
Det nok mest kendte bysbarn er doktor Zamenhof, der i 1887 offentliggjorde sit verdenssprog, esperanto.

## Etymologi
Direkte oversat til dansk betyder Białystok "hvide skråninger" eller (fra gammelpolsk) "ren strøm". Byen er kendt på hviderussisk som Беласток (tr. Biełastok), på ukrainsk som Білосток (tr. Bilostok), på jiddisch som ביאַליסטאָק (tr. Byalistok eller Bjalistok), på russisk som Белосток (tr. Belostok) og på litauisk hedder byen Balstogė..

## Historie
Gennem de seneste 200 år har byen været hovedstad i talrige administrative enheder i en række lande eller besættelsesadministrationer:
- Hovedstad i den nye Østpreussiske provins i hertugdømmet Preussen i 1795-1807
- Hovedstad i Belostok oblast, Det russiske imperium i 1807-1842
- Hovedstad i Belоstok provins i Grodno guvernement, Det russiske imperium i 1842-1915
- Hovedstad i Bialystok-Grodno distrikt i det tysk kontrollerede område Ober Ost under 1. verdenskrig (1915-1918)
- Hovedstad i Białystok voivodskab, Anden polske republik i 1919-1939
- Hovedstad i Belastok oblast, hviderussiske SSR, under 2. verdenskrig i 1939-1941 og 1944-1945
- Hovedstad i Bezirk Bialystok i det Nazi-tyske besatte Polen under 2. verdenskrig i 1941-1944
- Hovedstad i Białystok voivodskab, Folkerepublikken Polen i 1945-1989

Siden 1989 har byen været hovedstad i podlaskie voivodskab, Republikken Polen.

## Naturen omkring Białystok
Białowieska nationalpark, der blev optaget på UNESCOs Verdensarvsliste i 1979 efter kriterie VII, Augustów, Knyszyń og Puszcza Kurpiowska har en unik rigdom af flora og fauna. Vegetationen er rig og varieret, hvilket bidrager til diversiteten i dyrelivet som blandt andet omfatter elg, ulv, los og 800 visenter (europæiske bisoner) i Białowieska og Knyszyń skovene.

## Sport
- Jagiellonia Białystok er en polsk fodboldklub.

## Billeder fra Białystok
- Branicki slot
- Branicki slot
- Port
- Lubomirski slot
- Hasbach slot
- Nowik slot
- Gamle bydel
- Rådhus
- Barokkloster
- Historisk museum
- Opera og Filharmonik
- Planty Park
- Domkirken i det romersk-katolske bispedømme Białystok
- Opstandelseskirken i Białystok